# Польова (Україна)
Польова́ — село (до 1996 року — смт) в Україні, у Солоницівській громаді Харківського району Харківської області. Населення становить 452 осіб. Колишній орган місцевого самоврядування — Полівська сільська рада.

## Географія
Село Польова знаходиться за 10 км від міста Дергачі, між річками Уди (5 км) і Лопань (6 км), до селища примикають великі лісові масиви (дуб).  На північно-східній околиці села бере початок Балка Дуброваха.

## Історія
Село вперше згадується у 1678 році.

Польова на мапі 1783 року

За даними на 1864 рік у казеному селі Деркачівської волості Харківського повіту мешкало 838 осіб (414 чоловічої статі та 424 — жіночої), налічувалось 134 дворових господарства, існувала православна церква.
Станом на 1914 рік кількість мешканців зросла до 1985 осіб.
Село постраждало внаслідок геноциду українського народу, проведеного урядом СССР в 1932—1933 роках, кількість встановлених жертв в Польовій і Дворічному Куті — 139 людей.
З 1938 по 1996 рік мало статус селище міського типу.

## Цікаві факти
Відповідно до плану розвитку Харкова 1986 року поблизу смт Польова планувалося будівництво нового аеропорту. Аеропорт планувалося зв'язати з містом швидкісною автомагістраллю. У 1988 році почалася розробка техніко-економічного обґрунтування (ТЕО) проекту нового аеропорту Харків-Польовий. Наприкінці 80-х років почалося будівництво злітно-посадкової смуги, але з розпадом СРСР роботи були припинені.